# Cola da Caprarola

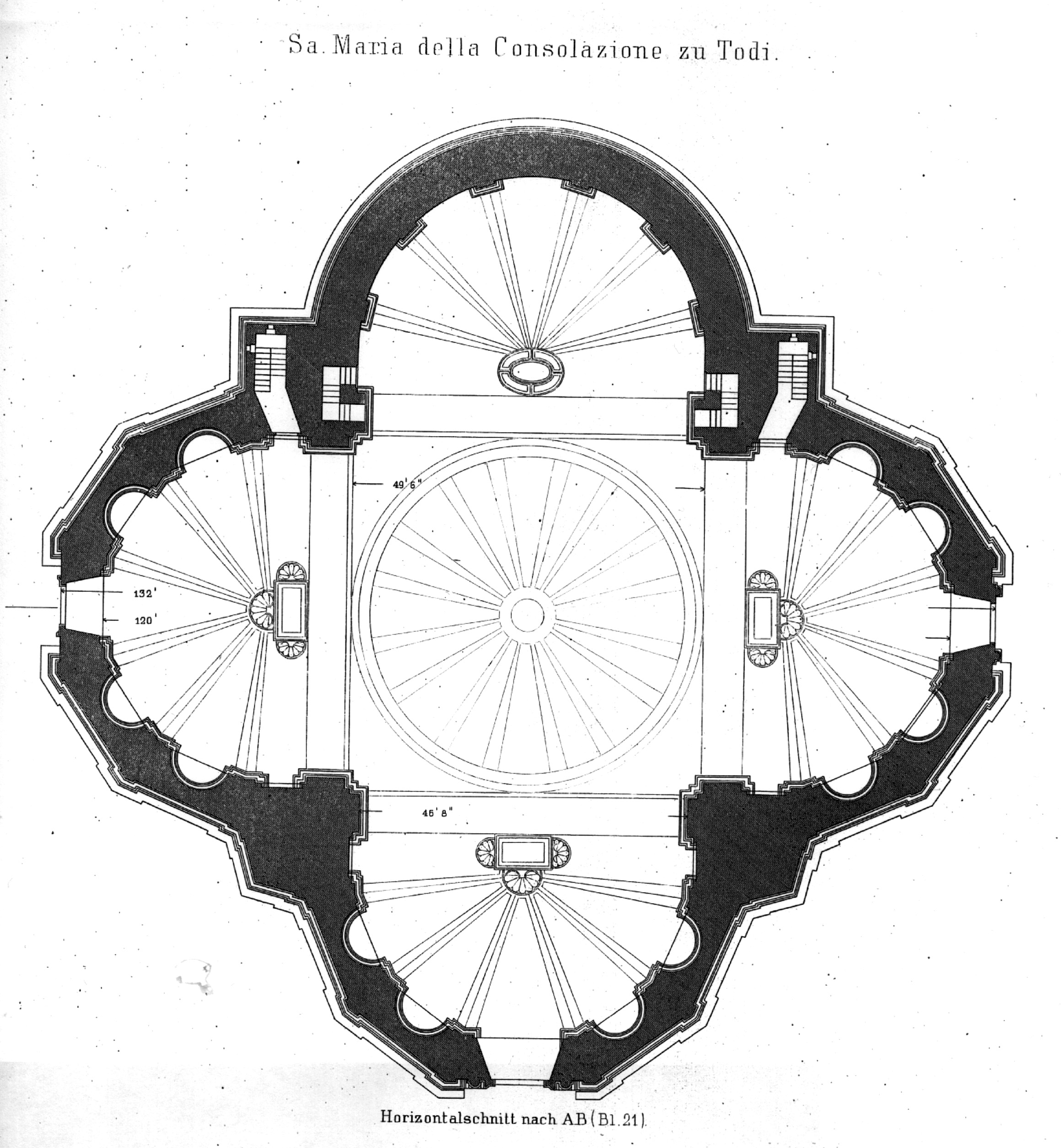
Santa Maria della Consolazione, Todi

Cola di Matteuccio da Caprarola (Caprarola, ... – 1519) è stato un architetto e carpentiere italiano.

## Biografia
Sul finire del XV secolo lavorò con Antonio da Sangallo il Vecchio nella Fortezza di Civita Castellana e nella Rocca di Nepi.
Il suo progetto più celebre è la chiesa della Consolazione a Todi, cominciata nel 1508 e completata quasi un secolo dopo sotto la direzione di altri architetti. Il disegno, tipicamente rinascimentale, fu influenzato dall'opera di Bramante e Leonardo da Vinci, tanto che  alcuni hanno ipotizzato un apporto diretto del primo nella progettazione della fabbrica. Si tratta di un edificio a pianta centrale, a croce greca, con quattro absidi e una cupola centrale.
Gli vengono attribuite anche la ristrutturazione del duomo di Foligno e la fortificazione di Porto Ercole sull'Argentario.